# Waseca
Waseca é uma cidade localizada no estado americano de Minnesota, no Condado de Waseca.

## Demografia
Segundo o censo americano de 2000, a sua população era de 8493 habitantes.
Em 2006, foi estimada uma população de 9491, um aumento de 998 (11.8%).

## Geografia
De acordo com o United States Census Bureau tem uma área de
12,8 km², dos quais 9,9 km² cobertos por terra e 2,9 km² cobertos por água. Waseca localiza-se a aproximadamente 342 m acima do nível do mar.

## Localidades na vizinhança
O diagrama seguinte representa as localidades num raio de 24 km ao redor de Waseca.